# Aranka György Irodalmi Kör

Aranka György Irodalmi Kör az egykor Marosvásárhelyen tevékenykedő tudós nyelvművelőre emlékeztetve, a Marosvásárhelyi Írók Társasága mellett 1969-ben fiatal írók támogatására alakult irodalmi kör. A Nagy Pál irodalomkritikus elnökletével működő Aranka György Irodalmi Kör pályázatán tűnt fel novelláival Györffi Kálmán, verseivel Nászta Katalin, Prodán Géza és Vargha Sándor. 1971-ben az Igaz Szó Irodalmi Körévé alakult át.